# Country-Musik 1974
Die Liste bietet eine Übersicht über das Jahr 1974 im Genre Country-Musik.

## Events
Eine Gruppe traditionsorientierter Country-Musiker gründet unter Führung von George Jones und Tammy Wynette die Association of Country Entertainers, um sich gegen die zunehmenden Pop-Einflüsse zu wehren.

## Top Hits des Jahres

### Nummer-1-Hits
- 19. Januar – I Love – Tom T. Hall
- 2. Februar – Jolene – Dolly Parton
- 9. Februar – World of Make Believe – Bill Anderson
- 16. Februar – That’s the Way Love Goes – Johnny Rodriguez
- 23. Februar – Another Lonely Song – Tammy Wynette
- 9. März – There Won’t Be Anymore – Charlie Rich
- 23. März – There’s a Honky Tonk Angel (Who’ll Take Me Back In) – Conway Twitty
- 30. März – Would You Lay With Me (In a Field of Stone) – Tanya Tucker
- 6. April – A Very Special Love Song – Charlie Rich
- 27. April – Hello Love – Hank Snow
- 4. Mai – Things Aren’t Funny Anymore – Merle Haggard and the Strangers
- 11. Mai – Is it Wrong (For Loving You) – Sonny James
- 18. Mai – Country Bumpkin – Cal Smith
- 25. Mai – No Charge – Melba Montgomery
- 1. Juni – Pure Love – Ronnie Milsap
- 8. Juni – I Will Always Love You – Dolly Parton
- 15. Juni – I Don’t See Me in Your Eyes Anymore – Charlie Rich
- 22. Juni – This Time – Waylon Jennings
- 29. Juni – Room Full of Roses – Mickey Gilley
- 6. Juli – He Thinks I Still Care – Anne Murray
- 20. Juli – Marie Laveux – Bobby Bare
- 27. Juli – You Can’t Be a Beacon if Your Light Don’t Shine – Donna Fargo
- 3. August – Rub it In – Billy „Crash“ Craddock
- 17. August – As Soon as I Hang Up the Phone – Conway Twitty and Loretta Lynn
- 24. August – The Old Man From the Mountain – Merle Haggard and the Strangers
- 31. August – The Grand Tour – George Jones
- 7. September – Please Don’t Tell Me How the Story Ends – Ronnie Milsap
- 21. September – I Wouldn’t Want to Live If You Didn’t Love Me – Don Williams
- 28. September – I’m a Rambin’ Man – Waylon Jennings
- 5. Oktober – I Love My Friend – Charlie Rich
- 12. Oktober – Please Don’t Stop Lovin’ Me – Porter Wagoner and Dolly Parton
- 19. Oktober – I See the ‚Want-To‘ In Your Eyes – Conway Twitty
- 2. November – I Overlooked an Orchid – Mickey Gilley
- 9. November – Love is Like a Butterfly – Dolly Parton
- 16. November – Country Is – Tom T. Hall
- 23. November – Trouble in Paradise – Loretta Lynn
- 30. November – Back Home Again – John Denver
- 7. Dezember – She Called Me Baby – Charlie Rich
- 14. Dezember – I Can Help – Billy Swan
- 28. Dezember – What a Man My Man Is – Lynn Anderson

### Weitere Hits
- A Mi Esposa Con Amor (To My Wife With Love) – Sonny James
- After the Fire is Gone – Willie Nelson and Tracy Nelson
- Annie's Song – John Denver
- Big Four Poster Bed – Brenda Lee
- Bloody Mary Mornin’ – Willie Nelson
- Bonaparte's Retreat – Glen Campbell
- Boney Fingers – Hoyt Axton
- Bring Back Your Love to Me – Don Gibson
- Can't You Feel It – David Houston
- Come Monday – Jimmy Buffett
- Daddy, What If? – Bobby Bare with Bobby Bare Jr.
- Dance With Me (Just One More Time) – Johnny Rodriguez
- Hey Loretta – Loretta Lynn
- Honeymoon Feelin’ – Roy Clark
- I Honestly Love You – Olivia Newton-John
- I Never Go Around Mirrors – Lefty Frizzell
- I Love You, I Love You – David Houston and Barbara Mandrell
- I’ll Think of Something – Hank Williams Jr.
- I'll Try a Little Bit Harder – Donna Fargo
- I'm Not Through Loving You Yet – Conway Twitty
- If You Love Me (Let Me Know) – Olivia Newton-John
- It'll Come Back – Red Sovine
- (It's a) Monster's Holiday – Buck Owens
- It's That Time of the Night – Jim Ed Brown
- Last Time I Saw Him – Dottie West
- A Love Song – Anne Murray
- The Man That Turned My Mama On – Tanya Tucker
- Memory Maker – Mel Tillis and the Statesiders
- Midnight, Me and the Blues – Mel Tillis and the Statesiders
- Mississippi Cotton-Pickin' Delta Town – Charley Pride
- The Older the Violin the Sweeter the Music – Hank Thompson
- Old Home Fill-er Up An' Keep On A-Truckin' Café – C. W. McCall
- Once You’ve Had the Best – George Jones
- One Day at a Time – Don Gibson
- Ragged Old Flag – Johnny Cash
- Some Kind of Woman – Faron Young
- Something – Johnny Rodriguez
- Sometime Sunshine – Jim Ed Brown
- Somewhere Between Love and Tomorrow – Roy Clark
- The South's Gonna Do it Again – Charlie Daniels Band
- Song and Dance Man – Johnny PayCheck
- Stomp Them Grapes – Mel Tillis and the Statesiders
- The Streak – Ray Stevens
- Sundown – Gordon Lightfoot
- Sweet Magnolia Blossom – Billy „Crash“ Craddock
- That Girl Who Waits on Tables – Ronnie Milsap
- That Song is Driving Me Crazy – Tom T. Hall
- They Don’t Make ’Em Like My Daddy – Loretta Lynn
- We Could – Charley Pride
- We Should Be Together – Don Williams
- (We’re Not) the Jet Set – George Jones and Tammy Wynette
- We're Over – Johnny Rodriguez
- When the Morning Comes – Hoyt Axton
- Who Left the Door to Heaven Open – Hank Thompson
- Wrong Ideas – Brenda Lee

## Alben (Auswahl)
- Back Home Again – John Denver (RCA)
- Honky Tonk Amnesia – Moe Bandy
- Phases and Stages – Willie Nelson (Atlantic)
- Sundown – Gordon Lightfoot
- This Time – Waylon Jennings (RCA)

## Geboren
- 13. Januar – Christoph Bouet, deutscher Maler und Country-Musiker
- 17. Februar – Bryan White, Singer-Songwriter der 1990er Jahre.
- 14. Oktober – Natalie Maines, Lead-Sängerin der Dixie Chicks.

## Gestorben
- 2. Januar – Tex Ritter, 68
- 16. Januar – Johnny Barfield, 64
- 17. Juli – Don Rich, 32, Mitglied der Buckaroos (Begleitband von Buck Owens).

## Neue Mitglieder der Hall of Fames

### Country Music Hall of Fame
- Owen Bradley (1915–1998)
- Pee Wee King (1914–2000)

### Nashville Songwriters Hall of Fame
- Hank Cochran (1935–2010)[1]

## Die wichtigsten Auszeichnungen

### Grammys
- Beste weibliche Gesangsdarbietung – Country (Best Country Vocal Performance, Female) – Let Me Be There von Olivia Newton-John
- Beste männliche Gesangsdarbietung – Country (Best Country Vocal Performance, Male) – Behind Closed Doors von Charlie Rich
- Beste Countrygesangsdarbietung eines Duos oder einer Gruppe (Best Country Vocal Performance By A Duo Or Group) – From The Bottle To The Bottom von Rita Coolidge & Kris Kristofferson
- Bestes Darbietung eines Countryinstrumentals (Best Country Instrumental Performance) – Dueling Banjos von Steve Mandell & Eric Weissberg
- Bester Countrysong (Best Country Song) – Behind Closed Doors von Charlie Rich (Autor: Kenny O’Dell)

### Academy of Country Music
- Entertainer Of The Year – Roy Clark
- Song Of The Year – Behind Closed Doors – Charlie Rich – Kenny O’Dell
- Single Of The Year – Behind Closed Doors – Charlie Rich
- Album Of The Year – Behind Closed Doors – Charlie Rich
- Top Male Vocalist – Charlie Rich
- Top Female Vocalist – Loretta Lynn
- Top Vocal Group – Brush Arbor
- Top New Male Vocalist – Dorsey Burnette
- Top New Female Vocalist – Olivia Newton-John

### Country Music Association Awards
- Entertainer of the Year – Charlie Rich
- Male Vocalist of the Year – Ronnie Milsap
- Female Vocalist of the Year – Olivia Newton-John
- Instrumental Group of the Year – Danny Davis & the Nashville Brass
- Vocal Group of the Year – Statler Brothers
- Vocal Duo of the Year – Conway Twitty and Loretta Lynn
- Single of the Year – Country Bumpkin – Cal Smith
- Song of the Year – Country Bumpkin – Don Wayne
- Album of the Year – A Very Special Love Song, Charlie Rich
- Instrumentalist of the Year – Don Rich

### American Music Awards
- Favorite Country Male Artist – Charley Pride
- Favorite Country Female Artist – Lynn Anderson
- Favorite Country Band/Duo/Group – The Carter Family
- Favorite Country Album – A Sunshiny Day with Charley Pride – Charley Pride
- Favorite Country Song – Behind Closed Doors – Charlie Rich